# Almirante Padilla
Almirante Padilla est l'une des 21 municipalités de l'État de Zulia au Venezuela. Son chef-lieu est El Toro. En 2011, la population s'élève à 11 929 habitants.

## Géographie

### Subdivisions
La municipalité est constituée de deux paroisses civiles avec chacune à leur tête une capitale (entre parenthèses) :
- Isla de Toas (El Toro) ;
- Monagas (San Carlos).